# Соколовське (Благовіщенський район)
Соколо́вське (рос. Соколовское, башк. Соколовка) — присілок у складі Благовіщенського району Башкортостану, Росія. Входить до складу Ільїно-Полянської сільської ради.
Населення — 63 особи (2010; 76 в 2002).
Національний склад:
- росіяни — 89 %